# Maximilian von Schwerin-Putzar

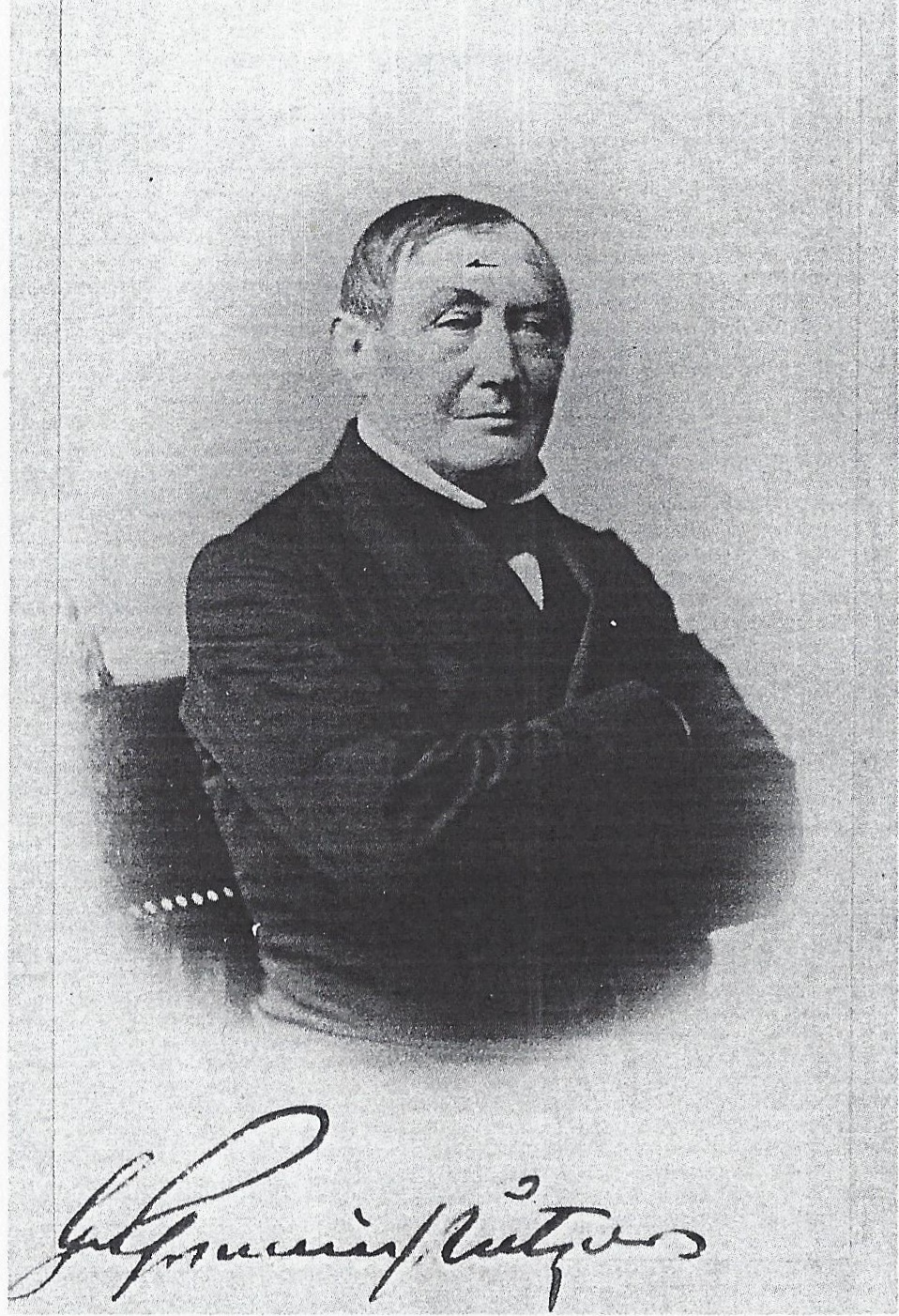
Graf Maximilian von Schwerin-Putzar

Graf Maximilian von Schwerin-Putzar, eigentlich Graf Maximilian Heinrich Karl Anton Kurt von Schwerin (* 30. Dezember 1804 in Boldekow, Vorpommern; † 2. Mai 1872 in Potsdam) war ein preußischer Rittergutsbesitzer und liberaler Parlamentarier.

## Familie
Er war Sohn des Grafen Heinrich Ludwig Wilhelm Carl von Schwerin-Putzar (Gutsbesitzer, Landrat, Landschaftsdirektor) und dessen Ehefrau Charlotte Friederike Louise geb. von Berg (1783–1826). Zu seinen Vorfahren zählt der Erste Minister des Kurfürstentums Brandenburg, Otto von Schwerin (1616–1679).
Maximilian heiratete am 6. August 1834 in Berlin Hildegard Maria Schleiermacher (1817–1889), eine Tochter des Theologen und Pädagogen Friedrich Schleiermacher. Das Ehepaar hatte drei Kinder:
- Heinrich Friedrich (1836–1888) ⚭ 1867 Charlotte von Mühler (1847–1925), eine Tochter des preußischen Kultusministers Heinrich von Mühler
- Luise (1837–1912) ⚭ 1865 Rudolf Graf von Kanitz (1822–1902), preußischer Generalleutnant
- Friedrich (* 1840)

Ein Bruder von Maximilian war Viktor von Schwerin (1814–1903).

## Leben
Graf Schwerin besuchte ab 1818 das Gymnasium in Friedland (Mecklenburg). Nach dem Abitur studierte er von 1824 bis 1826 Rechtswissenschaft an der Friedrich-Wilhelms-Universität zu Berlin und der Ruprecht-Karls-Universität Heidelberg. 1825 wurde er mit Klemens von Waldkirch im Corps Saxo-Borussia Heidelberg aktiv. Danach war er zunächst als Auskultator und ab 1828 als Gerichtsreferendar am Oberlandesgericht Stettin.
Er wechselte von der Rechtspflege in die innere Verwaltung Preußens und kam als Regierungsassessor zur Regierung in Stettin. Von 1833 bis 1848 war er Landrat im Kreis Anklam. Zunächst in Anklam wohnhaft, zog er 1836 auf sein Gut Schwerinsburg (Ducherow) und schließlich 1839 auf sein Hauptgut Putzar. Daneben war er Besitzer einer größeren Zahl weiterer Güter wie Wusseken, Löwitz, Sarnow, Wendfeld, Boldekow und Bornmühl. 1847 wurde er Mitglied des Ehrenrats der Deutschen Zeitung und erschloss dieser den Zugang zu den liberalen Kreisen Preußens. Zur Zeit der Deutschen Revolution 1848/49 war er vom 19. März bis zum 25. Juni 1848 Kultusminister in der Märzregierung von Ludolf Camphausen und David Hansemann. Schwerin versuchte diese Stellung zu nutzen, um seine Vorstellung einer liberalen protestantischen Kirchenverfassung umzusetzen. Er versuchte, eine tolerante Haltung der verschiedenen theologischen Richtungen im Umgang miteinander durchzusetzen. Sein Versuch, die Vorherrschaft der Lutherischen Orthodoxie zu brechen, scheiterte ebenso wie das Projekt der Schaffung einer presbyterial-synodalen Verfassung. Nach dem Sturz der Regierung Camphausen lenkte sein Nachfolger Adalbert von Ladenberg die Kirchenpolitik wieder in eine konservative Richtung.
Vom 3. Juli 1859 bis zum 17. März 1862 war er während der Neuen Ära Minister des Innern. Im Jahr 1868 war er besoldeter Stadtrat in Berlin.

## Parlamentarische Mandate

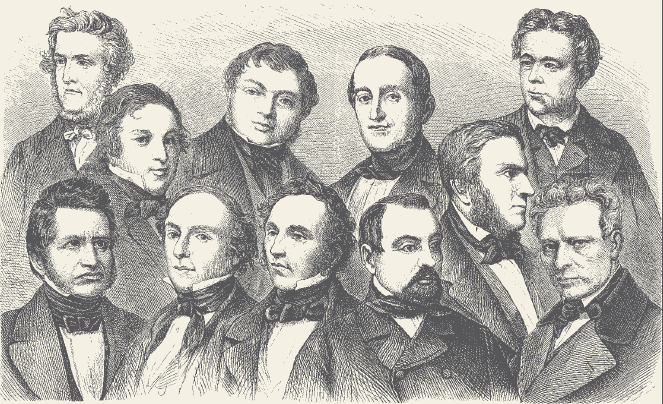
Preußische Abgeordnete, darunter (hintere Reihe, 3. v.links) von Schwerin

Seit 1839 war Schwerin Mitglied im Provinziallandtag der Provinz Pommern. 1847 saß er im Vereinigten Landtag. Vom 10. Juli 1848 bis zum 3. Mai 1849 war er Abgeordneter der Deutschen Nationalversammlung für den 3. pommerschen Wahlkreis in Schlawe. Er schloss sich dem Casino (Fraktion) und dem Café Milani an. Im Jahr 1850 war er Mitglied des Erfurter Parlaments (Volkshaus). Zwischen 1849 und 1872 war er zeitweise führendes Mitglied in der Zweiten Kammer des preußischen Landtages bzw. Mitglied des Preußischen Abgeordnetenhauses (Fraktion Auerswald-Schwerin, später Centrum Linke, Altliberale, Nationalliberale Partei). Vor allem in den Jahren 1856 bis 1859 galt er als Führer der Liberalen. Nach der Regierungsübernahme Otto von Bismarcks gehörte er zu den wichtigsten parlamentarischen Gegenspielern des Ministerpräsidenten und prägte in einer Debatte das Motto „Recht geht vor Macht.“
Von 1849 bis 1855 war er Präsident der Zweiten Kammer bzw. (nach der Umbenennung) des Abgeordnetenhauses. Von 1859 bis 1862 saß er im Preußischen Staatsrat. Für die Nationalliberale Partei vertrat er von Februar 1867 bis zur Reichstagswahl 1871 Stettin im Reichstag (Norddeutscher Bund).

## Ehrenämter
Schwerin war auch in der evangelischen Kirche aktiv und stritt vor allem auf der Generalsynode von 1846 in Übereinstimmung mit seinen liberalen Ansichten für eine freie Kirchenverfassung. Schwerin war 1841 Mitbegründer des Gustav-Adolf-Vereins und saß ab 1847 in dessen Zentralvorstand.

## Ehrungen
Unvollständige Liste
- Ehrendoktor der Königlichen Universität zu Greifswald (1856)
- Ehrenbürger von Anklam (1859)
- Roter Adlerorden 1. Klasse, durch Friedrich Wilhelm IV. (1863)

## Schriften
- Graf v. Schwerin-Putzar: An seine Wähler. Berlin, 1858.[5]
- An die Wähler zum Reichstage des Norddeutschen Bundes im Wahlkreis Anclam-Demmin. Berlin 1867.